# 1230 Riceia
Riceia (asteroide 1230) é um asteróide da cintura principal, a 2,1118305 UA. Possui uma excentricidade de 0,1790324 e um período orbital de 1 506,92 dias (4,13 anos).
Riceia tem uma velocidade orbital média de 18,57061204 km/s e uma inclinação de 10,49335º.
Esse asteroide foi descoberto em 9 de outubro de 1931 por Karl Reinmuth.